# تقران هيدروكربوني
تَقران هيدروكربوني أو تَقَرّن هيدروكربوني (بالإنجليزية: Hydrocarbon keratosis)‏ وَيُسمى أيضاً تَقران قَطِرَاني، هو ورم جلدي تقراني محتمل الخباثة يَحدث لدى الأشخاص الذي تعرضوا أثناء العمل إلى هيدروكربون عطري متعدد الحلقات.:728